# José Rafael Martínez
Pour les articles homonymes, voir Martínez.
Martínez  Castillo est un nom espagnol. Le premier nom de famille, en général paternel, est Martínez ; le second, en général maternel, souvent omis, est Castillo.
José Rafael Martínez Castillo, né le 10 avril 1978 à Ayora, est un coureur cycliste espagnol.

## Palmarès
- 2001
  - 3e étape du Tour de Castellón
- 2002
  - 3e de la Santikutz Klasika
- 2003
  - Tour de Palencia :
    - Classement général
    - 3e étape

  - Tour du Goierri :
    - Classement général
    - 1re étape
- 2004
  - Volta del Llagostí :
    - Classement général
    - 2e étape
- 2006
  - 8e étape du Tour du lac Qinghai
- 2008
  - Gran Premio Vilas de Pontevedra
  - 1re étape de la Vuelta a la Montaña Central de Asturias
  - 2e de la Vuelta a la Montaña Central de Asturias

## Classements mondiaux
| Année           | 2006 | 2007 | 2008 |
| --------------- | ---- | ---- | ---- |
| UCI Asia Tour   | 61e  |      |      |
| UCI Europe Tour |      |      | 667e |